# リッタの聖母
『リッタの聖母』（リッタのせいぼ、伊: Madonna Litta）は、1490年から1491年にルネサンス期のイタリア人芸術家レオナルド・ダ・ヴィンチが描いたといわれる絵画。19世紀にミラノ貴族のリッタ家が所有していたことから『リッタの聖母』と呼ばれており、現在はサンクトペテルブルクのエルミタージュ美術館が所蔵している。「授乳の聖母 (en:Madonna lactans)」と呼ばれる、幼児キリストに母乳を与える聖母マリアを描いた作品である。レオナルドのキャリア初期の作品である『カーネーションの聖母』とよく似た、アーチ状の二つの窓がある薄暗い背景に人物像が配されており、窓外には空気遠近法を使用した山並みの風景が描かれている。幼児キリストが左手に握っているゴールドフィンチは、キリストの受難の象徴となっている。
『リッタの聖母』の作者については、研究者の間でも意見が分かれている。レオナルドの弟子であるジョヴァンニ・アントーニオ・ボルトラッフィオ (Giovanni Antonio Boltraffio) やマルコ・ドッジョーノ (en:Marco d'Oggione) の作だとする研究者もいるが、『リッタの聖母』を所蔵するエルミタージュ美術館はレオナルドの真作だとしている。

## 来歴
『リッタの聖母』は、レオナルドがミラノで工房を主催する前後（1481年/1483年 - 1499年）の記録に残っている作品の一つだと考えられている。ウフィツィ美術館が所蔵するドローイングには、1478年にレオナルドが「二点の聖母マリア」を描き始めたと記されており、さらに1482年のレオナルドの工房の目録にも聖母の「ほぼ完成品、横顔」と「完成品、ほぼ横顔」の二点の作品が記載されている。『リッタの聖母』はこのどちらの記述にも当てはまるが、おそらくはレオナルドがフィレンツェに滞在していた時代に制作が開始され、未完成のままになっていた『リッタの聖母』をミラノの工房の弟子たちが仕上げたのではないかといわれている。しかしながら、科学的解析の結果、『リッタの聖母』は一人の芸術家によって描かれた可能性が高いともされている。

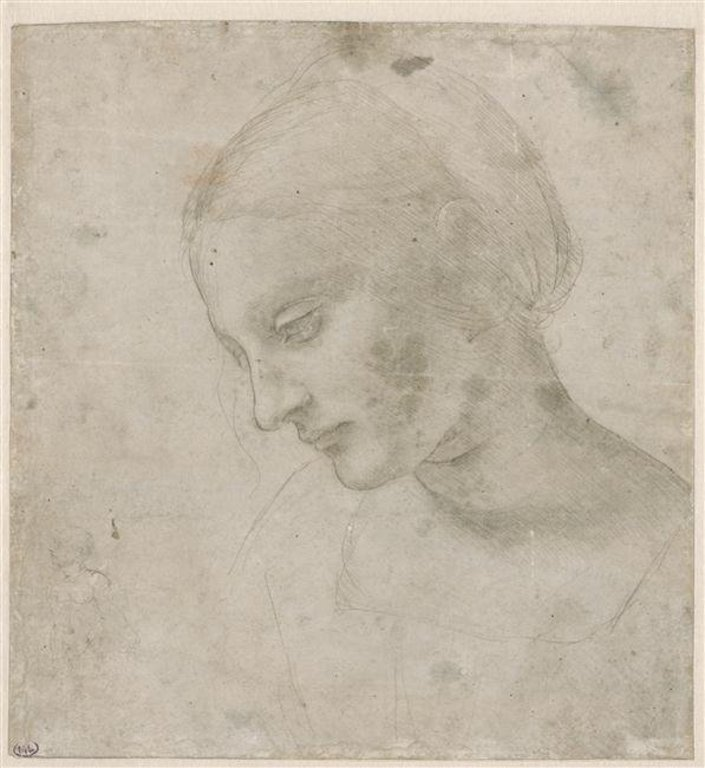
レオナルドが描いた『リッタの聖母』の習作。17.9 x 16.8 cm。ルーヴル美術館（パリ）所蔵。

『リッタの聖母』の習作だと考えられているドローイングが数点現存している。なかでも有名な習作が、パリのルーヴル美術館が所蔵する「ヴァラルディ手稿」に含まれている、銀筆で描かれた若い女性の頭部のドローイングである。このドローイングが描かれているシートは、レオナルドの工房で弟子への手本として使用されたことが判明しており、裏面にはレオナルド以外の画家がこの手本の輪郭をペンとインクでなぞった跡が残っている。この複写手法は、レオナルドも自身の作品の構成を決めていく過程で使用していたものだった。このドローイングを直接の下絵として使用した絵画は他にも存在しており、16世紀の未詳の画家が描いた作品がフランクフルト・アム・マインのシュテーデル美術館に所蔵されている。
同じく銀筆で描かれたドローイングが二点存在しているが、これらはレオナルドの模倣者、おそらく弟子のジョヴァンニ・アントーニオ・ボルトラッフィオの手によるものではないかとされている。パリのオランダ協会 (en:Institut Néerlandais) が所蔵する幼児キリストの東部のドローイングと、ベルリンの銅版画陳列館 (Kupferstichkabinett) が所蔵するマリアの衣服のドローイングである。これらのドローイングがボルトラッフィオ作だといわれているのは、銅版画陳列館のドローイングがボルトラッフィオが描いた別のドローイングの衣服によく似ているためである。どちらのドローイングについても『リッタの聖母』の完成品から模写されたものではなく、最初から『リッタの聖母』の習作として制作されたと考えられている。これは『リッタの聖母』では幼児キリストの頭部にほぼ隠れているマリアの右腕が、銅版画陳列館のドローイングではより多く描かれているためである。
ニューヨークのメトロポリタン美術館にも、ボルトラッフィオ作だとされているドローイングが所蔵されている。ただしこのドローイングのマリアは厳しい横顔で描かれており、『リッタの聖母』との共通点は見られない。このドローイングは『リッタの聖母』制作過程初期に弟子が描いた習作で、レオナルドがルーヴル美術館が所蔵するドローイングに「修正」したといわれている。

## 作者の同定
『リッタの聖母』が、少なくともレオナルドの存命中には真作だと見なされていたことが、多くの模写、複製画が制作されていることから推測できる。レオナルド以外に『リッタの聖母』の作者だといわれることが多いのは、弟子のジョヴァンニ・アントーニオ・ボルトラッフィオである。デイヴィッド・アラン・ブラウンは、同じくレオナルドの弟子のマルコ・ドッジョーノが作者であると主張している。その根拠として、ドッジョーノのキャリア後期の絵画に『リッタの聖母』の構成に似た作品があり、ボルトラッフィオの絵画にはそのような構成の作品が見られないことを挙げている。2011年から2012年にかけて、レオナルドが最初にミラノに滞在していたときに制作した作品の大規模な展覧会がロンドンで開かれた。この展覧会を主催したのはナショナル・ギャラリーで、『リッタの聖母』はレオナルドの真作として展示された。しかしながら、ある美術史家は「おそらくは（レオナルドの真作として展示することが）貸与の条件だった」と指摘している。

## 来歴
第二次イタリア戦争の勃発によりレオナルドが1500年3月にヴェネツィアへ避難したときに、『リッタの聖母』も同時に持ち込まれたと考えられている。ヴェネツィア貴族で、当時のヴェネツィアに存在していた多くの美術品を記録したマルカントニオ・ミキエル (en:Marcantonio Michiel) が、ヴェネツィアの名家コンタリーニ家の邸宅に所蔵されていた『リッタの聖母』と思しき絵画の記録を1543年に残している。
当時のヴェネツィアの1フィートは34.7cmで、これは現在エルミタージュ美術館が所蔵している『リッタの聖母』の縦寸よりも短く横寸の方に近い。『リッタの聖母』の構成を模した最初期の版画は、版画家ゾアン・アンドレア（1475年頃 - 1519年頃）を中心とした芸術家集団の一人によるもので、ヴェネツィア派の画家が描いた最初期の複製画が、ヴェローナのカステロヴェッキオ美術館に所蔵されている。『リッタの聖母』が確実な来歴が残っているのは、アルベリコ12世・ディ・ベルジョイオーゾ公子が、ジュゼッペ・ローなる人物から『リッタの聖母』を購入したという1784年の記録である。1813年にベルジョイオーゾが死去し『リッタの聖母』はミラノ貴族のリッタ家の所有となった。1865年にロシア皇帝アレクサンドル2世が、『リッタの聖母』をアントーニオ・リッタ侯から買い取り、これ以来エルミタージュ美術館で展示されている。アレクサンドル2世が購入した当時の『リッタの聖母』は木板に油彩で描かれた板絵だったが、エルミタージュ美術館でキャンバスに移植された。